# Јаношшоморја
Јаношшоморја (мађ. Jánossomorja, хрв. Šomierja) је град у северној Мађарској, у жупанији Ђер-Мошон-Шопрон (Győr-Moson-Sopron megye). То је спој између два села Сентпетер и Сентјанош , која се налазе у близини аустријске границе. Пре 1946. године то су била немачка насеља са немачким називима Свети Јохан (Свети Јован) и Свети Петар. треће село Пусташоморја је надодато 1970. године.

## Локација
Налази се на северозападном ободу Мађарске, 13 километара југозападно од Мошонмађаровара и 5 километара од аустријско-мађарске границе. Чине га три некада самостална насеља, која су се данас практично спојила једно са другим.

## Историја
Насеље обухвата три некада самостална села. Мошонсентпетер је постао део Мошонсентјаноша 1950. године, затим су проширени Мошонсентјанош и Пусташоморја (Wüstsommerein на немачком) уједињени 1970. године под именом Јаношшоморја.
Мосонсзентјанос и Мосонсзентпетер су познати још од Арпадове ере, а њихово документовано помињање је почело након инвазије Татара када је насеље уништено.

## Становништво
Током пописа 2011. године, 85,2% становника се изјаснило као Мађари, 0,2% као Роми, 3,4% као Немци и 0,6% као Румуни (14,5% се није изјаснило, због двојног дрђављанства, укупан број већи може бити на 100 %). 
Верска дистрибуција је била следећа: римокатолици 66%, реформисани 2,4%, лутерани 0,5%, гркокатолици 0,3%, неденоминациони 7,5% (22,7% се није изјаснило).

## Извор
- Историја насеља